# Регулирование напряжения трансформатора

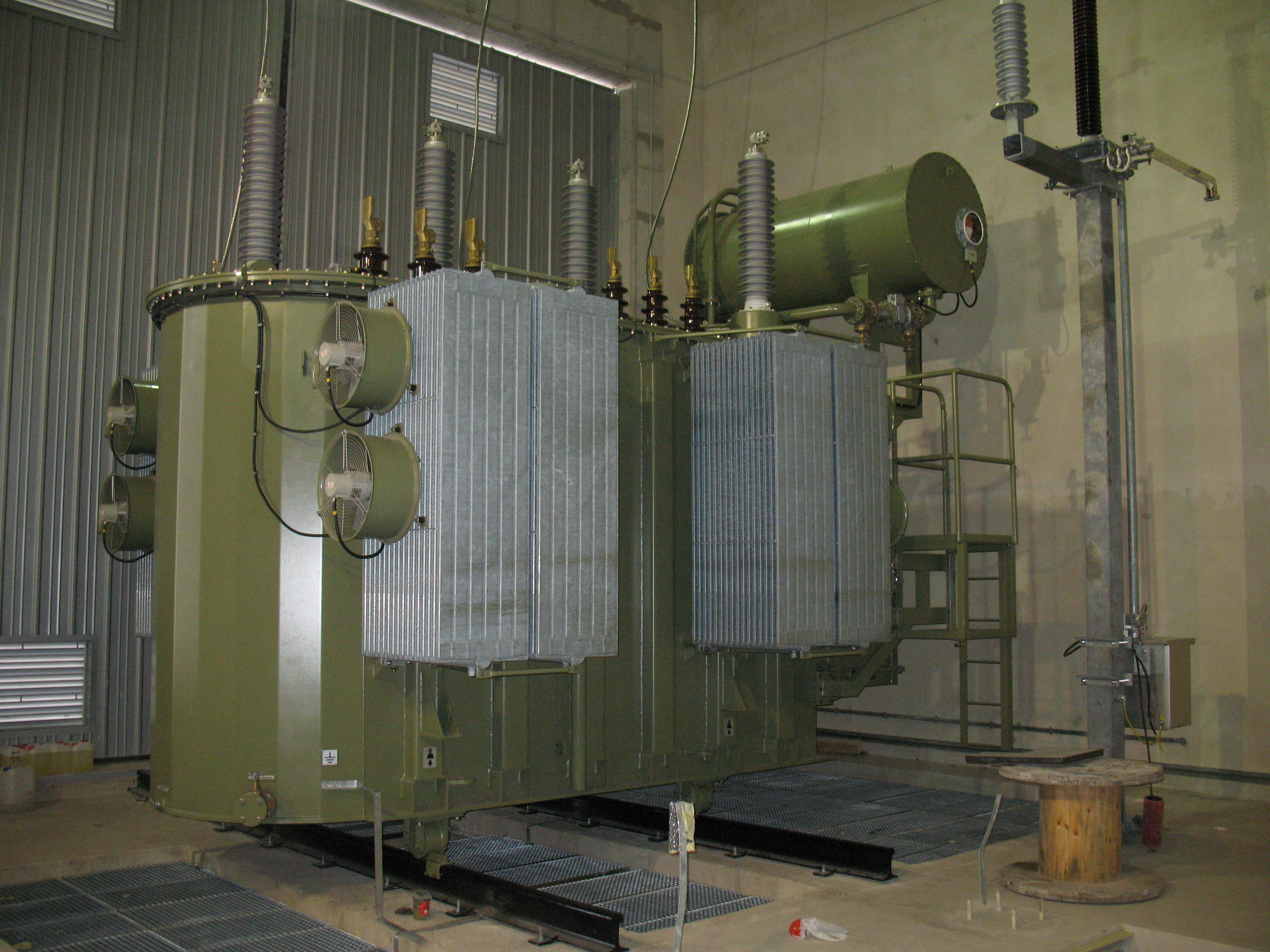
Силовой трансформатор

Регули́рование напряже́ния трансформа́тора — изменение числа витков обмотки трансформатора. Применяется для поддержания нормального уровня напряжения у потребителей электроэнергии.
Большинство силовых трансформаторов оборудовано некоторыми приспособлениями для настройки коэффициента трансформации путём добавления или отключения числа витков.
Настройка может производиться с помощью переключателя числа витков трансформатора под нагрузкой либо путём выбора положения болтового соединения при обесточенном и заземлённом трансформаторе
Степень сложности системы с переключателем числа витков определяется той частотой, с которой надо переключать витки, а также размерами и ответственностью трансформатора.

## Применение
В зависимости от нагрузки электрической сети меняется её напряжение.
Для нормальной работы электроприёмников потребителей необходимо, чтобы напряжение не отклонялось от заданного уровня больше допустимых пределов, в связи с чем применяются различные способы регулирования напряжения в сети. Одним из способов является изменение соотношения числа витков обмоток первичной и вторичной цепи трансформатора (коэффициента трансформации), так как

{\displaystyle U_{2}=U_{1}{w_{2} \over w_{1}}}
В зависимости от того, происходит это во время работы трансформатора или после его отключения от сети, различают «переключение без возбуждения» (ПБВ) и «регулирование под нагрузкой» (РПН). И в том и в другом случае обмотки трансформатора выполняются с ответвлениями, переключаясь между которыми, можно изменить коэффициент трансформации трансформатора.

## Переключение без нагрузки

Схема работы переключателя ответвлений

Данный тип переключения используется во время сезонных переключений, так как предполагает отключение трансформатора от сети, что невозможно делать регулярно, не лишая потребителей электроэнергии. ПБВ позволяет изменить коэффициент трансформации в пределах от −5 % до +5 %. На маломощных трансформаторах выполняется с помощью двух ответвлений, на трансформаторах средней и большой мощности с помощью четырёх ответвлений по 2,5 % на каждое.
Ответвления чаще всего выполняются на той стороне, напряжение на которой в процессе эксплуатации подвергается изменениям. Обычно это сторона высшего напряжения. Выполнение ответвлений на стороне высшего напряжения имеет также то преимущество, что при этом, ввиду большего количества витков, отбор ±2,5 % и ±5 % количества витков может быть произведён с большей точностью. Кроме того, на стороне высшего напряжения величина силы тока меньше, и переключатель получается более компактным. При этом надо заметить, что у понижающих трансформаторов (питание подводится со стороны обмотки высшего напряжения) регулирование напряжения будет сопровождаться
изменением магнитного потока в магнитопроводе. В нормальном режиме это изменение незначительно.
Регулирование напряжения переключением числа витков обмотки со стороны питания и со стороны нагрузки имеет разнохарактерный вид: при регулировании напряжения изменением числа витков на стороне нагрузки для повышения напряжения необходимо увеличить число витков (поскольку  напряжение пропорционально числу витков), но при регулировании со стороны питания для повышения напряжения на нагрузке необходимо уменьшить число витков (это связано с тем, что напряжение сети уравновешивается ЭДС первичной обмотки, и для уменьшения последней необходимо уменьшить число витков).
При переключении ответвлений обмотки с отключением трансформатора, переключающее устройство получается проще и дешевле, однако переключение связано с перерывом энергоснабжения потребителей и не может проводиться часто. Поэтому этот способ применяется главным образом для коррекции вторичного напряжения сетевых понижающих трансформаторов в зависимости от уровня первичного напряжения на данном участке сети в связи с сезонным изменением нагрузки.

### Переключатели числа витков без нагрузки
Переключатель числа витков без возбуждения имеет достаточно простое устройство, предоставляющее соединение с выбранным переключателем числа витков в обмотке. Как следует из самого названия, он предназначен для работы только при отключенном трансформаторе.  Именно этот тип переключателя имеет второе, жаргонное название - "анцапфа" (нем. Anzapfen — отводить, отбирать).
Для уменьшения  и стабильности переходного сопротивления контактов  на них поддерживается давление с помощью специального пружинного приспособления, которое при определённых ситуациях может вызывать  вибрацию. Если переключатель числа витков без возбуждения находится в одном и том же положении в течение нескольких лет, то сопротивление контакта может медленно расти в связи с  окислением материала в точке контакта (поскольку в качестве материала контакта чаще применяется медь или сплавы на её основе (латунь), окислы которых имеют достаточно высокое электрическое сопротивление и химическую стойкость) и постепенным разогревом контакта, который приводит к разложению масла и осаждению пиролитического углерода на контактах, что ещё более увеличивает контактное сопротивление и снижает степень охлаждения, приводя к местным перегревам. Данный процесс может происходить лавинообразно. В конечном итоге наступает неконтролируемая ситуация, приводящая к срабатыванию газовой защиты (из-за газов, появляющихся при разложения масла в точках местных перегревов) или даже к поверхностному пробою по осевшим на изоляции  твёрдым продуктам разложения масла. Персонал предприятия,обслуживающий трансформаторы, оборудованные переключателем коэффициентом трансформации ПБВ (переключатель без возбуждения), должен не менее чем 2 раза в год перед наступлением зимнего максимума нагрузки и летнего минимума нагрузки произвести проверку правильности установки коэффициента трансформации. При этом необходимо, чтобы  переключение числа витков проводилось в отключенном от сети состоянии, с переводом переключателя во все положения - данный цикл должен быть повторен  несколько раз для удаления окисных плёнок с поверхности контактов и возвратом его обратно в заданное положение. Для контроля качества контактов производится измерение сопротивления обмоток постоянному току. "Трансформаторы силовые транспортирование, разгрузка, хранение, монтаж и ввод в эксплуатацию СПО и И Союзтехэнерго, Москва" 1981г.
Вышеуказанные операции проводятся также если трансформатор был отключён в течение большого промежутка времени и вновь вводится в эксплуатацию.

## Регулирование под нагрузкой
Данный тип переключений применяется для оперативных переключений, связанных с постоянным изменением нагрузки (например, днём и ночью нагрузка на сеть будет разная).
В зависимости от того, на какое напряжение и какой мощности трансформатор, РПН может менять значение коэффициента трансформации в пределах от ±10 до ±16 % (примерно по 1,5 % на ответвление). Регулирование осуществляется на стороне высокого напряжения, так как величина силы тока там меньше, и соответственно, устройство РПН выполнить проще и дешевле.
Регулирование может производиться как автоматически, так и вручную из ОПУ или диспетчерского пульта управления.
Уже в 1905—1920 годах были разработаны устройства для регулирования напряжения на трансформаторах под нагрузкой (РПН).
Принцип регулирования напряжения таких устройств также основан на изменении числа витков.
Сложность выполнения таких устройств заключается:
- в невозможности простого разрыва цепи при изменении числа витков, как это делается в ПБВ (это связано с возникновением электрической дуги большой мощности и больших перенапряжений из-за действия ЭДС индукции) что приведёт к выходу из строя трансформатора;
- использовании кратковременных (на время переключения ступени напряжения) замыканий части витков обмоток.

Для ограничения тока в короткозамкнутых обмотках необходимо использовать токоограничивающие сопротивления.
В качестве токоограничивающего сопротивления используются индуктивности (реакторы) и резисторы.

### РПН с токоограничивающими реакторами
Каждая ступень РПН с токоограничивающим реактором состоит из двух контакторов и одного реактора.
При этом реактор состоит из двух обмоток, к каждой из них подключены контакторы. В нормальном режиме оба контактора замыкают один и тот же контакт и через эти оба параллельно включённых контактора и реактор проходит ток обмотки.
Во время  операции переключения один из контакторов переключается на другой контакт (соответствующий необходимой ступени регулирования). При этом часть обмотки трансформатора замыкается накоротко — ток в этой цепи ограничивается реактором. Далее на этот же контакт переводится другой контактор, переводя трансформатор на другую ступень регулирования — на этом операция регулирования заканчивается.

### РПН с токоограничивающими резисторами
Довольно важное улучшение в работе переключателей числа витков под нагрузкой произошло в результате изобретения быстродействующего триггерного контактора, названного принципом Янсена (Janssen) по имени изобретателя. Принцип Янсена подразумевает, что контакты переключателя нагружены пружиной, и они перебрасываются из одного положения в другое после очень короткого периода соединения между двумя  переключателями числа витков, через токоограничивающий резистор.
Применение реактора является альтернативой принципу Янсена с последовательностью быстрых переключений и резисторами. В переключателе числа витков реакторного типа, напротив, намного труднее прервать циркулирующий реактивный ток, и это довольно сильно ограничивает скачок напряжения, однако этот принцип хорошо работает при относительно высоких токах. В этом отличие от быстродействующего резисторного переключателя числа витков, который применим для более высоких напряжений, но не для высоких токов. Это приводит к тому, что реакторный переключатель числа витков обычно находится в низковольтной части трансформатора, тогда как резисторный переключатель витков подсоединен к высоковольтной части.
В переключателе витков реакторного типа потери в средней точке реактора благодаря току нагрузки и наложенного конвекционного тока между двумя вовлеченными переключателями числа витков невелики, и реактор может постоянно находиться в электрической цепи между ними. Это служит промежуточной ступенью между двумя переключателями числа витков, и это даёт в два раза больше рабочих положений, чем число переключателей числа витков в обмотке.
С 1970-х годов стали применяться переключатели числа витков с вакуумными выключателями. Вакуумные выключатели характеризуются низкой эрозией контактов, что позволяет переключателям числа витков выполнять большее количество операций между обязательными профилактическими работами. Однако конструкция в целом становится более сложной.
Также на рынке появлялись экспериментальные  переключатели числа витков, в которых функция переключения исполняется силовыми полупроводниковыми элементами. Эти модели также направлены на то, чтобы сократить простои на проведение технического обслуживания.
В переключателях витков резисторного типа контактор находится внутри контейнера с маслом, которое отделено от масла трансформатора. Со временем масло в этом контейнере становится очень грязным и должно быть изолировано от масляной системы самого трансформатора; оно должно иметь отдельный расширительный бак со своим отдельным вентиляционным клапаном.
Устройство переключения числа витков  представляет собой клетку или изолирующий цилиндр с рядом контактов, с которыми соединяются переключатели числа витков от регулирующей обмотки. Внутри клетки два контактных рычага передвигаются пошагово поперёк регулирующей обмотки. Оба рычага электрически соединены с вводными клеммами контактора. Один рычаг находится в положении активного переключателя числа витков и проводит ток нагрузки, а другой рычаг находится без нагрузки и свободно передвигается к следующему переключателю числа витков. Контакты устройства переключения никогда не разрывают электрический ток и могут находиться в масле самого трансформатора.

## Автоматическое регулирование напряжения
Переключатель числа витков устанавливается для того, чтобы обеспечивать изменение напряжения в линиях, соединённых с трансформатором. Совсем необязательно, что целью всегда будет поддержание постоянного вторичного напряжения на трансформаторе. Чаще всего падения напряжения происходят во внешней сети - особенно это проявляется для дальних и мощных нагрузок.
Для поддержания номинального напряжения на дальних потребителях может потребоваться увеличение напряжения на вторичной обмотке трансформатора. 
Система управления РПН относится к релейной защите и автоматике станции — переключатель числа витков всего лишь получает команды: повысить или понизить. Однако обычно функции согласования коэффициентов трансформации между различными трансформаторами внутри одной и той же станции относятся к системе РПН. При соединении трансформаторов в параллель их переключатели  числа витков должны двигаться синхронно. Для этого один из трансформаторов выбирается ведущим, а другие — как ведомыми, их системы управления РПН следят за изменением коэффициента трансформатора ведущего трансформатора. Обычно синхронным переключением числа витков добиваются исключения токов циркуляции между обмотками параллельных трансформаторов (из-за разницы вторичных напряжений параллельных трансформаторов) хотя на практике в момент действия РПН циркуляционные токи всё же возникают из-за рассогласования при переключении, однако это допускается в определённых пределах.

## Последовательные регулировочные трансформаторы (Вольтодобавочные трансформаторы)
Для регулирования коэффициента трансформации мощных трансформаторов и автотрансформаторов иногда применяют регулировочные трансформаторы (вольтодобавочные), которые подключаются последовательно с трансформатором и позволяют менять как напряжение, так и фазу напряжения. В силу сложности и более высокой стоимости регулировочных трансформаторов, такой способ регулирования применяется гораздо реже.